# Campeonato Europeo de Rugby League División B 2011
El Campeonato Europeo de Rugby League División B de 2011 fue la sexta edición del torneo de segunda división europeo de Rugby League.

## Equipos
- Alemania
- Malta
- Noruega

## Posiciones
| Equipo   | Encuentros | Encuentros | Encuentros | Encuentros | Tantos  | Tantos    | Tantos     | Puntos |
| Equipo   | jugados    | ganados    | empatados  | perdidos   | a favor | en contra | diferencia | Puntos |
| -------- | ---------- | ---------- | ---------- | ---------- | ------- | --------- | ---------- | ------ |
| Alemania | 2          | 1          | 0          | 1          | 64      | 44        | 20         | 2      |
| Malta    | 2          | 1          | 0          | 1          | 76      | 60        | 16         | 2      |
| Noruega  | 2          | 1          | 0          | 1          | 56      | 92        | -36        | 2      |

#### Resultados
| 9 de julio | Noruega | 32 - 28 | Alemania |  |  |

| 23 de julio | Alemania | 36 - 12 | Malta |  |  |

| 2 de septiembre | Malta | 64 - 24 | Noruega |  |  |

| Bandera de Alemania |
| Campeón Alemania    |
| Segundo título      |